# Автошлях Р 04

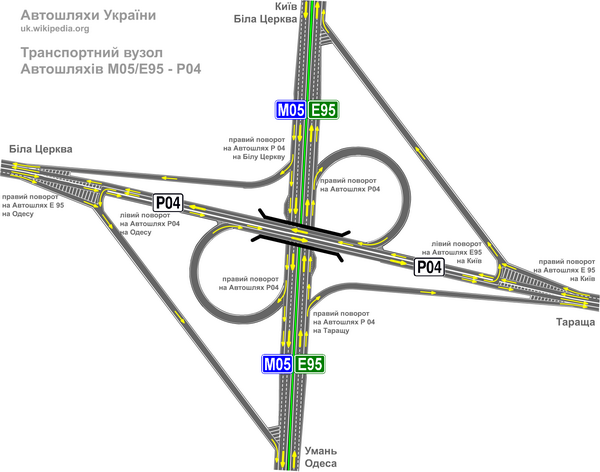
Схема. Транспортний вузол на 94 км автошляху біля Білої Церкви зі схемою напрямків руху. Перетин з Автошляхом

Автошлях Р 04 — автомобільний шлях регіонального значення на території України, Київ — Звенигородка. Проходить територією Київської та Черкаської областей.
З'єднує промислові, адміністративні й культурні центри Київської, Черкаської областей.
Починається в Києві, проходить через Фастів, Білу Церкву та закінчується в Звенигородці.

## Загальна довжина
Київ — Фастів — Біла Церква — Тараща — Звенигородка — 208,3 км.
Під'їзди: до м. Фастова № 1 — 1,1 км.
до м. Фастова № 2 — 0,4 км.
Разом — 209,8 км.

## Маршрут
Автошлях проходить через такі міста:
| Автошлях Р 04 |                                              |
| Київ          | М01E95М03E40М05М06М07E373E101Н01Н07Р01Р02Р03 |
| Фастів        | Р19                                          |
| Біла Церква   | М05E95Р17Н02                                 |
| Звенигородка  | Н16                                          |

- Київ
- Фастів: є пам'ятки архітектури, найвизначнішими серед них є Покровська православна Церква (XVI ст.), Хресто-Воздвиженський римо-католицький костьол (початок XX ст.). З нагоди 10-ї річниці святкування Незалежності України в місті споруджено музейний комплекс, який відтворює події 1918 року, коли на залізничній станції Фастів було підписано передвступний Акт Злуки.
- Ковалівка: вважається одним із найкрасивіших сіл в Київській області. Тут можна побачити працюючий годинник, зроблений з квітів — «Годинник вічності», пам'ятник П. Могилі, новозбудовану Церкву Різдва Пресвятої Богородиці.
- Біла Церква. Автошлях Р04 заходить у місто з північної його частини. Перетинає головну вулицю міста — Проспект Князя Володимира (збігається з автошляхом Н02), міст через річку Рось та далі, проходячи через Таращанський житловий масив в південній частині міста, виходить з Білої Церкви. Далі дорога прямує в сторону на 94 км Автошляху М05E95, де знаходиться транспортний вузол перетину обох шляхів. Визначні місця: Місто засноване 1032 року київським князем Ярославом Мудрим. На берегу річки Рось розташований відомий парк «Олександрія», заснований у 1793 році польською графинею Олександрою Браницькою, загальною площею 180 га. Також можна побачити Микільську церкву (1702), Преображенський собор (1834), Костьол Св. Іоанна Хрестителя та інші пам'ятники архітектурного мистецтва.
- Тараща
- Лисянка
- Звенигородка